# Vesna Vulović
Pour les articles homonymes, voir Vulović.
Vesna Vulović (en serbe en écriture cyrillique : Весна Вуловић), née le 3 janvier 1950 à Belgrade (Yougoslavie) et morte le 23 décembre 2016 à Belgrade (Serbie), est une hôtesse de l'air yougoslave qui a été l'unique survivante après l'explosion du vol JAT 367.
Elle est, d'après le Livre Guinness des records, la détentrice du record du monde de la plus haute chute libre sans parachute à laquelle un être humain ait survécu (10 160 mètres).

## Les faits
Le 26 janvier 1972, Vesna Vulović, 22 ans, est hôtesse de l'air pour la compagnie JAT depuis huit mois seulement. Elle est envoyée à bord du vol JAT 367 par erreur, à la place de son homonyme. L'appareil est un DC-9 de la compagnie, qui assure le vol régulier depuis Copenhague (au Danemark) vers Belgrade (en ex-Yougoslavie), avec une escale à Zagreb (en Yougoslavie, maintenant en Croatie). 
Après environ une heure de vol, l'avant de l'avion se désintègre et l'avion s'écrase près du village tchèque de Srbská Kamenice. Selon l'enquête officielle, l'avion tombe d'une altitude de 10 160 mètres à la suite de l'explosion d'une bombe dissimulée dans un bagage par un terroriste croate. Selon une contre-enquête menée par deux journalistes tchèques, l'armée de l'air tchèque aurait abattu l'avion par erreur à 1 000 mètres d'altitude. 
Vesna Vulović a les deux jambes cassées, une fracture du crâne ainsi que de trois vertèbres, son bassin est broyé, elle a des côtes cassées. Ces pathologies entraînent une paralysie qui s'est estompée avec le temps. Elle reste plongée un mois dans le coma, six mois dans le plâtre et est hospitalisée seize mois au total. 
Vesna a survécu parce qu'elle était attachée à son siège au fond de l'appareil et que, lorsque l'arrière s'est séparé de l'avant et a fini sa chute sur une montagne enneigée, la neige a amorti considérablement le choc. Selon Le Parisien, « contrairement aux autres personnes à bord […], l’hôtesse serait restée coincée durant tout le plongeon dans la partie arrière du fuselage ».
Elle souffre par la suite d'amnésie,. Elle devient une star en Yougoslavie et est décorée par le maréchal Tito. Quelques mois plus tard, elle reprend son travail d’hôtesse de l’air, mais pour une autre compagnie. Profondément bouleversée par cet événement, elle « pouvait pleurer des journées entières » ; elle déclara : « Il aurait été plus facile de mourir ».